# Punaruku Falls
Die Punaruku Falls sind ein Wasserfall bislang nicht ermittelter Fallhöhe südwestlich der Ortschaft Whakapapa Village im Tongariro-Nationalpark in der Region Manawatū-Whanganui auf der Nordinsel Neuseelands. Er liegt im Lauf des Tawhainui Stream an dessen Mündung in den Waikere Stream. Die Silica Rapids liegen südlich von ihm.
Der 7 Kilometer lange Silica Rapids Walk führt am Wasserfall vorbei.